# Motor (tidsskrift)
 For alternative betydninger, se Motor (flertydig). (Se også artikler, som begynder med Motor)
Motor er FDM's medlemsblad. Bladet udkommer ni gange årligt i et oplag på 235.000 eksemplarer med 386.000 primært mandlige læsere og indeholder blandt andet artikler om biler, trafik og rejser. Motor udkom første gang i 1906 og blev derved oprettet inden foreningen FDM, der først blev stiftet på initiativ af bladets daværende chefredaktør, Fritz Schmitto, i 1909.[kilde mangler]
Nuværende ansvarshavende chefredaktør er Bo Christian Koch.